# Куренбин, Владимир Иванович
Владимир Иванович Куренбин (род. 15 мая 1946 года) — советский фигурист, серебряный призёр чемпионатов СССР 1963, 1967 и 1969 годов в одиночном катании. Мастер спорта СССР международного класса. Выступал за спортивное общество «Буревестник» (Ленинград).

## После спорта
Закончив спортивную карьеру, работал в «Ленинградском балете на льду», где участвовал в создании 8-ми балетов с Борисом Эйфманом, в качестве постановщика по фигурному катанию. Затем, некоторое время тренировал. В 1987 году стал заниматься коллекционированием произведений искусства. В настоящее время имеет в Санкт-Петербурге сеть гостиниц и антикварную галерею.
Сын — автогонщик Иван Куренбин (1984—2021).

## Результаты
| Соревнования/Сезоны             | 1963 | 1964 | 1965 | 1966 | 1967 | 1968 | 1969 | 1970 |
| ------------------------------- | ---- | ---- | ---- | ---- | ---- | ---- | ---- | ---- |
| Чемпионаты Европы               |      |      |      |      |      | 10   |      |      |
| Чемпионаты СССР                 | 2    | 4    | 4    | 3    | 2    | 3    | 2    | 4    |
| Зимняя Спартакиада народов СССР |      |      |      | 3    |      |      |      |      |